# Rallye Katalonien 2021
Die 56. Rallye Katalonien (RallyRACC Catalunya - Costa Daurada 2021) war der 11. Lauf zur FIA-Rallye-Weltmeisterschaft 2021. Sie dauerte vom 15. bis zum 17. Oktober 2021 und es wurden insgesamt 17 Wertungsprüfungen (WP) gefahren.

## Bericht
Die Markenkontrahenten Elfyn Evans im Toyota Yaris WRC und Thierry Neuville am Steuer eines Hyundai i20 Coupe WRC, lieferten sich am ersten Tag der Rallye Katalonien ein enges Duell. Am Abend lagen die beiden nur gerade 0,7 Sekunden auseinander. Neuville überholte Evans in der fünften Wertungsprüfung, er gewann insgesamt vier von sechs WP. Der Weltmeisterschaftsführende Sébastien Ogier (Toyota) folgte auf dem dritten Rang mit 19,4 Sekunden Rückstand. Toyota-Pilot Takamoto Katsuta kam bereits in WP1 von der Strecke ab und beschädigte sich das Auto links vorne, die Lenkung und die Aufhängung war gebrochen. Katsuta konnte dank dem Rally-2-Reglement am Samstag wieder starten, mit über 50 Minuten Rückstand sind seine Chancen auf WM-Punkte aber auf ein Minimum geschrumpft. Ott Tänak (Hyundai) drehte sich aus einer Kurve heraus. Ohne anzuschlagen konnte er weiterfahren mit ein wenig Zeitverlust. In der vierten Wertungsprüfung drehte sich Tänak erneut, auch dieses Mal mit hoher Geschwindigkeit, wobei er einen Baum so heftig traf, dass an ein Weiterfahren nicht mehr zu denken war. Der einheimische Dani Sordo (Hyundai) beschädigte sich in WP5 eine Felge, konnte das Auto aber trotzdem ins Ziel bringen. Mit 24,8 Sekunden Rückstand auf Teamkollegen Neuville liegt der Spanier auf dem vierten Rang.
Am Samstag war Neuville nur schwer zu schlagen von der Konkurrenz. Der Belgier gewann fünf von sieben zu fahrenden Wertungsprüfungen und er baute seinen Vorsprung auf Evans auf 16,4 Sekunden aus. Ogier konnte den dritten Platz nur mit Mühe gegen Sordo verteidigen, am Abend trennte sich Rang drei und vier nur um 1,2 Sekunden. Tänak konnte nach seinem Unfall am Freitag nicht mehr an den Start fahren, da der Überrollkäfig des Hyundai beschädigt wurde beim Unfall am Freitag.
Während Neuville am Sonntag unangefochten seinen insgesamt 15. Rallye-Sieg feierte, wurde die Titelentscheidung zwischen Ogier und Evans auf die letzte Rallye des Jahres in Monza vertagt. Mit dem zweiten Rang verkürzte Evans den Rückstand auf 17 Punkte. Ogier beendete die Rallye als vierter und büßte sieben WM-Punkte ein. Den dritten Rang behauptete Sordo mit einer soliden Fahrt und einem Sieg bei der Powerstage.

## Meldeliste
| Nr | Fahrer                  | Co-Pilot               | Auto                   | Klasse     |
| -- | ----------------------- | ---------------------- | ---------------------- | ---------- |
| 1  | Sébastien Ogier         | Julien Ingrassia       | Toyota Yaris WRC       | WRC RC1    |
| 33 | Elfyn Evans             | Scott Martin           | Toyota Yaris WRC       | WRC RC1    |
| 11 | Thierry Neuville        | Martijn Wydaeghe       | Hyundai i20 Coupe WRC  | WRC RC1    |
| 69 | Kalle Rovanperä         | Jonne Halttunen        | Toyota Yaris WRC       | WRC RC1    |
| 8  | Ott Tänak               | Martin Järveoja        | Hyundai i20 Coupe WRC  | WRC RC1    |
| 18 | Takamoto Katsuta        | Aaron Johnston         | Toyota Yaris WRC       | WRC RC1! 6 |
| 6  | Dani Sordo              | Cándido Carrera        | Hyundai i20 Coupe WRC  | WRC RC1    |
| 44 | Gus Greensmith          | Chris Patterson        | Ford Fiesta RS WRC     | WRC RC1    |
| 16 | Adrien Fourmaux         | Alexandre Coria        | Ford Fiesta RS WRC     | WRC RC1    |
| 2  | Oliver Solberg          | Craig Drew             | Hyundai i20 Coupe WRC  | WRC RC1    |
| 7  | Nil Solans              | Marc Martí             | Hyundai i20 Coupe WRC  | WRC RC1    |
| 20 | Marco Bulacia Wilkinson | Marcelo Der Ohannesian | Škoda Fabia Rally2 evo | WRC2 RC2   |
| 21 | Mads Østberg            | Torstein Eriksen       | Citroën C3 Rally2      | WRC2 RC2   |
| 23 | Jari Huttunen           | Mikko Lukka            | Hyundai i20 N Rallye2  | WRC2 RC2   |
| 24 | Teemu Suninen           | Mikko Markula          | Hyundai i20 N Rally2   | WRC2 RC2   |
| 26 | Sean Johnston           | Alexander Kihurani     | Citroën C3 Rally2      | WRC2 RC2   |

Insgesamt wurden 83 Fahrzeuge gemeldet.

## Klassifikationen

### Endergebnis
| WRC     |                      |                           |                        |           |                |      |
| 01      | Thierry Neuville     | Marijn Wydaeghe           | Hyundai i20 Coupe WRC  | 2:34:11.8 | 00:00.0 0:00.0 | 25+4 |
| 02      | Elfyn Evans          | Scott Martin              | Toyota Yaris WRC       | 2:34:35.9 | 00:24.1 0:24.1 | 18+3 |
| 03      | Dani Sordo           | Cándido Carrera           | Hyundai i20 Coupe WRC  | 2:34:47.1 | 00:35.3 0:11.2 | 15+5 |
| 04      | Sébastien Ogier      | Julien Ingrassia          | Toyota Yaris WRC       | 2:34:53.9 | 00:42.1 0:06.8 | 12+2 |
| 05      | Kalle Rovanperä      | Jonne Halttunen           | Toyota Yaris WRC       | 2:35:43.6 | 01:31.8 0:49.7 | 10+1 |
| 06      | Gus Greensmith       | Chris Patterson           | Ford Fiesta RS WRC     | 2:38:29.1 | 04:17.3 2:45.5 | 8    |
| 07      | Oliver Solberg       | Craig Drew                | Hyundai i20 Coupe WRC  | 2:38:38.5 | 04:26.7 0:09.4 | 6    |
| 08      | Nil Solans           | Marc Marí                 | Hyundai i20 Coupe WRC  | 2:38:46.7 | 04:34.9 0:08.2 | 4    |
| 09      | Eric Camilli         | Maxime Vilmot             | Citroën C3 Rally2      | 2:44:01.2 | 09:49.4 5:14.5 | 2    |
| 10      | FIA Nikolai Grjasin  | FIA Konstantin Alexandrow | Škoda Fabia Rally2 evo | 2:44:17.7 | 10:05.9 0:16.5 | 1    |
| WRC2    |                      |                           |                        |           |                |      |
| 01 (9)  | Eric Camilli         | Maxime Vilmot             | Citroën C3 Rally2      | 2:44:01.2 | 0:00.0         | 25+2 |
| 02 (11) | Teemu Suninen        | Mikko Markkula            | Hyundai i20 N Rally2   | 2:44:21.4 | 0:20.2         | 18+4 |
| 09 (13) | Erik Cais            | Jindřiška Žáková          | Ford Fiesta Rally2     | 2:44:57.3 | 0:56.1 0:35.9  | 15+3 |
| WRC3    |                      |                           |                        |           |                |      |
| 01 (12) | Emil Lindholm        | Reeta Hämäläinen          | Škoda Fabia Rally2 evo | 2:44:31.9 | 0:00.0         | 25+4 |
| 02 (14) | Kajetan Kajetanowicz | Maciej Szczepaniak        | Škoda Fabia Rally2 evo | 2:45:00.4 | 0:28.5         | 18+5 |
| 03 (17) | Josh McErlean        | James Fulton              | Hyundai i20 R5         | 2:47:29.0 | 2:57.1 2:28.6  | 15+2 |
| JWRC    |                      |                           |                        |           |                |      |
| 01 (28) | Sami Pajari          | Marko Salminen            | Ford Fiesta Rally4     | 2:58:02.5 | 0:00.0         | 25+3 |
| 02 (29) | Lauri Joona          | Mikael Korhonen           | Ford Fiesta Rally4     | 2:58:18.4 | 0:15.9         | 18+2 |
| 03 (30) | Robert Virves        | Aleks Lesk                | Ford Fiesta Rally4     | 2:58:52.6 | 0:50.1 0:34.2  | 18   |

Insgesamt wurden 50 von 83 gemeldeten Fahrzeugen klassiert.

### Wertungsprüfungen
| Tag                                      | WP                       | Name               | Länge   | Start MESZ                                                                             | Gewinner                                                                       | Co-Pilot                               | Auto                                    | Zeit             | Leader |
| 14. Oktober                              |                          |                    |         |                                                                                        |                                                                                |                                        |                                         |                  |        |
| ---------------------------------------- | ------------------------ | ------------------ | ------- | -------------------------------------------------------------------------------------- | ------------------------------------------------------------------------------ | -------------------------------------- | --------------------------------------- | ---------------- | ------ |
| 14. Oktober                              | SH                       | Coll de la Teixeta | 4,31 km | 09:01                                                                                  | Sébastien Ogier                                                                | Julien Ingrassia                       | Toyota Yaris WRC                        | 02:33.6          |        |
| Tag 1 15. Oktober                        |                          |                    |         |                                                                                        |                                                                                |                                        |                                         |                  |        |
| WP1                                      | Vilaplana 1              | 20,00 km           | 08:43   | Elfyn Evans                                                                            | Scott Martin                                                                   | Toyota Yaris WRC                       | 10:16.9                                 | Elfyn Evans      |        |
| WP2                                      | La Granadella 1          | 21,80 km           | 10:21   | Thierry Neuville                                                                       | Martijn Wydaeghe                                                               | Hyundai i20 Coupe WRC                  | 11:46.0                                 | Elfyn Evans      |        |
| WP3                                      | Riba-roja 1              | 14,21 km           | 11:42   | Elfyn Evans                                                                            | Scott Martin                                                                   | Toyota Yaris WRC                       | 08:30.8                                 | Elfyn Evans      |        |
| Service PortAventura 13:37 Uhr (40 Min.) |                          |                    |         |                                                                                        |                                                                                |                                        |                                         | Elfyn Evans      |        |
| WP4                                      | Vilaplana 2              | 20,00 km           | 15:00   | Thierry Neuville                                                                       | Martijn Wydaeghe                                                               | Hyundai i20 Coupe WRC                  | 10:17.6                                 | Elfyn Evans      |        |
| WP5                                      | La Granadella 2          | 21,80 km           | 16:38   | Thierry Neuville                                                                       | Martijn Wydaeghe                                                               | Hyundai i20 Coupe WRC                  | 11:49.2                                 | Thierry Neuville |        |
| WP6                                      | Riba-roja 2              | 14,21 km           | 17:59   | Thierry Neuville                                                                       | Martijn Wydaeghe                                                               | Hyundai i20 Coupe WRC                  | 08:38.2                                 | Thierry Neuville |        |
| Service PortAventura 19:59 Uhr (45 Min.) |                          |                    |         |                                                                                        |                                                                                |                                        |                                         | Thierry Neuville |        |
| Tag 2 16. Oktober                        |                          |                    |         |                                                                                        |                                                                                |                                        |                                         | Thierry Neuville |        |
| Service PortAventura 07:15 Uhr (15 Min.) |                          |                    |         |                                                                                        |                                                                                |                                        |                                         | Thierry Neuville |        |
| WP7                                      | Saballà 1                | 14,08 km           | 08:44   | Thierry Neuville                                                                       | Martijn Wydaeghe                                                               | Hyundai i20 Coupe WRC                  | 07:22.5                                 | Thierry Neuville |        |
| WP8                                      | Querol – Les Pobles 1    | 19,17 km           | 09:37   | Thierry Neuville                                                                       | Martijn Wydaeghe                                                               | Hyundai i20 Coupe WRC                  | 10:29.6                                 | Thierry Neuville |        |
| WP9                                      | El Montmell 1            | 24,40 km           | 10:38   | Thierry Neuville                                                                       | Martijn Wydaeghe                                                               | Hyundai i20 Coupe WRC                  | 12:03.5                                 | Thierry Neuville |        |
| Service PortAventura 12:20 Uhr (40 Min.) |                          |                    |         |                                                                                        |                                                                                |                                        |                                         | Thierry Neuville |        |
| WP10                                     | Saballà 2                | 14,08 km           | 14:14   | Thierry Neuville                                                                       | Martijn Wydaeghe                                                               | Hyundai i20 Coupe WRC                  | 07:24.5                                 | Thierry Neuville |        |
| WP11                                     | Querol – Les Pobles 2    | 19,17 km           | 15:07   | Sébastien Ogier                                                                        | Julien Ingrassia                                                               | Toyota Yaris WRC                       | 10:30.5                                 | Thierry Neuville |        |
| WP12                                     | El Montmell 2            | 24,40 km           | 16:08   | Sébastien Ogier                                                                        | Julien Ingrassia                                                               | Toyota Yaris WRC                       | 12:03.7                                 | Thierry Neuville |        |
| WP13                                     | Salou                    | 2,24 km            | 18:00   | Thierry Neuville                                                                       | Martijn Wydaeghe                                                               | Hyundai i20 Coupe WRC                  | 02:23.6                                 | Thierry Neuville |        |
| Service PortAventura 18:30 Uhr (45 Min.) |                          |                    |         |                                                                                        |                                                                                |                                        |                                         | Thierry Neuville |        |
| Tag 3 17. Oktober                        |                          |                    |         |                                                                                        |                                                                                |                                        |                                         | Thierry Neuville |        |
| Service PortAventura 06:00 Uhr (15 Min.) |                          |                    |         |                                                                                        |                                                                                |                                        |                                         | Thierry Neuville |        |
| WP14                                     | Santa Marina 1           | 9,10 km            | 07:00   | Dani Sordo                                                                             | Cándido Carrera                                                                | Hyundai i20 Coupe WRC                  | 05:05.5                                 | Thierry Neuville |        |
| WP15                                     | Riudecanyes 1            | 16,35 km           | 08:08   | Dani Sordo                                                                             | Cándido Carrera                                                                | Hyundai i20 Coupe WRC                  | 10:04.3                                 | Thierry Neuville |        |
| Service PortAventura 09:14 Uhr (30 Min.) |                          |                    |         |                                                                                        |                                                                                |                                        |                                         | Thierry Neuville |        |
| WP16                                     | Santa Marina 2           | 9,10 km            | 10:29   | Dani Sordo                                                                             | Cándido Carrera                                                                | Hyundai i20 Coupe WRC                  | 05:02.4                                 | Thierry Neuville |        |
| WP17                                     | Riudecanyes 2 Powerstage | 16,35 km           | 12:18   | 1. Dani Sordo 2. Thierry Neuville 3. Elfyn Evans 4. Sébastien Ogier 5. Kalle Rovanperä | Cándido Carrera Martijn Wydaeghe Scott Martin Julien Ingrassia Jonne Halttunen | Hyundai i20 Coupe WRC Toyota Yaris WRC | 10:09.3 10:10.7 10:13.5 10:13.8 10:16.2 | Thierry Neuville |        |
| Service PortAventura 13:14 Uhr (10 Min.) |                          |                    |         |                                                                                        |                                                                                |                                        |                                         | Thierry Neuville |        |

### Gewinner Wertungsprüfungen
| WP          | Anzahl | Fahrer           | Auto                  |
| ----------- | ------ | ---------------- | --------------------- |
| 2, 4–10, 13 | 9      | Thierry Neuville | Hyundai Coupe i20 WRC |
| 14–17       | 4      | Dani Sordo       | Hyundai Coupe i20 WRC |
| 1, 3        | 2      | Elfyn Evans      | Toyota Yaris WRC      |
| SH, 11, 12  | 2      | Sébastien Ogier  | Toyota Yaris WRC      |

### Fahrer-WM nach der Rallye
| Pos. | Fahrer           | Punkte |
| ---- | ---------------- | ------ |
| 1    | Sébastien Ogier  | 204    |
| 2    | Elfyn Evans      | 187    |
| 3    | Thierry Neuville | 159    |
| 4    | Kalle Rovanperä  | 140    |
| 5    | Ott Tänak        | 128    |

### Team-Weltmeisterschaft
| Pos. | Team                   | Punkte |
| ---- | ---------------------- | ------ |
| 1    | Toyota Racing WRT      | 476    |
| 2    | Hyundai Motorsport     | 329    |
| 3    | M-Sport WRT            | 190    |
| 4    | Hyundai 2C Competition | 54     |